# Peter Märkli
Peter Märkli född den 14 juli 1953 i Quarten, Schweiz är en schweizisk arkitekt verksam i Zürich. Sedan 2003 innehar Märkli en professur på ETH i Zürich. Märklis genombrottsverk anses vara La Congiuntamuseet i Giornico. Utöver detta har han ritat ett flertal flerbostadshus i Schweiz. Arkitekten sägs ha förståelse för färger och material och gestaltar sina verk med en karaktäristisk stil. Materialkänslan uttrycks ofta som tydliga och krasst redovisade betongytor.

## Utmärkelser i urval
- Svenska Betongföreningens utmärkelse Swedish Concrete Award (2001)
- Heinrich Tessenow medaljen (2002)